# 塞勒 (埃罗省)
塞勒（法語：Celles，法語發音：[sɛl] ⓘ）是法国埃罗省的一个市镇，位于该省中部偏北，属于洛代沃区。

## 地理
塞勒（43°39'40"N, 3°20'26"E）面积7.56 平方千米，位于法国奧克西塔尼大區埃罗省，该省份为法国南部沿海省份，南濒地中海，西南接奥德省，西北接塔恩省和阿韦龙省，东北与加尔省接壤。
与塞勒接壤的市镇（或旧市镇、城区）包括：勒博斯克、克莱蒙莱罗、奥克通、勒皮埃克。

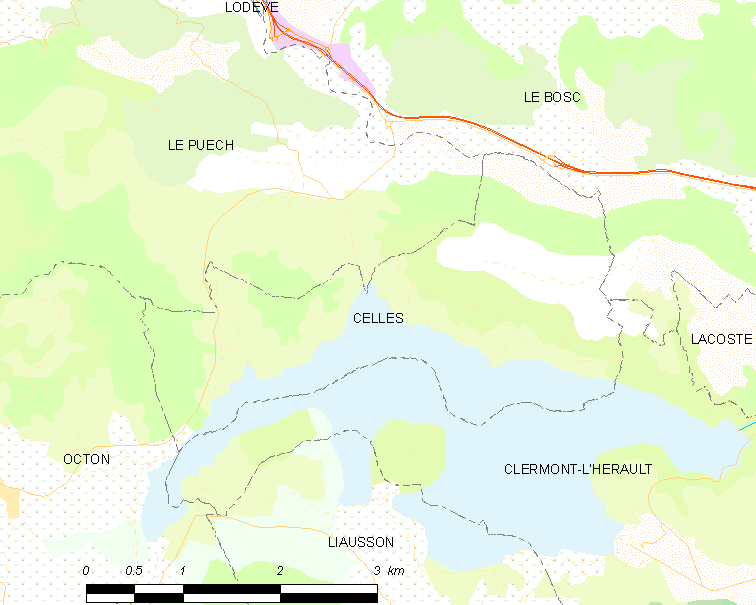
的OSM定位图

塞勒的时区为UTC+01:00、UTC+02:00（夏令时）。

## 行政
塞勒的邮政编码为34700，INSEE市镇编码为34072。

## 政治
塞勒所属的省级选区为洛代沃县。

## 人口

1962-2008年间人口变化图示

塞勒于2022年1月1日时的人口数量为25人。